# Hypopteridia fortior
Hypopteridia fortior är en fjärilsart som beskrevs av W. Warren 1913. Hypopteridia fortior ingår i släktet Hypopteridia och familjen nattflyn. Inga underarter finns listade i Catalogue of Life.